# Uri Malmilian
Uri Malmilian (hebr. אורי מלמיליאן, ur. 24 kwietnia 1957 w Jerozolimie) – izraelski piłkarz grający na pozycji napastnika. W swojej karierze rozegrał 62 mecze w reprezentacji Izraela i strzelił w nich 16 goli.

## Kariera klubowa
Swoją karierę piłkarską Malmilian rozpoczął w klubie Beitar Jerozolima. W sezonie 1973/1974 zadebiutował w jego barwach w pierwszej lidze izraelskiej. Swój pierwszy sukces w karierze osiągnął w 1976 roku, gdy zdobył Puchar Izraela. Z kolei po pierwszy tytuł mistrzowski sięgnął w sezonie 1986/1987. Wraz z Beitarem zdobył jeszcze cztery puchary kraju w latach 1979, 1985, 1986 i 1989. W sezonie 1985/1986 był królem strzelców ligi wraz z Doronem Rabinzonem z Maccabi Petach Tikwa (14 goli).
W 1989 roku Malmilian przeszedł do Maccabi Tel Awiw. W sezonie 1989/1990 ponownie został najlepszym strzelcem ligi z 16 strzelonymi golami. W sezonie 1991/1992 wywalczył drugi i ostatni w karierze tytuł mistrzowski. Latem 1992 roku odszedł do Hapoelu Beer Szewa, a na początku 1993 roku został zawodnikiem Hapoelu Kefar Sawa, w którym latem 1993 zakończył swoją karierę.
W latach 1976 i 1987 Malmilian został wybrany Piłkarzem Roku w Izraelu.
| Sezon   | Klub              | Kraj   | Rozgrywki   | Mecze | Bramki |
| ------- | ----------------- | ------ | ----------- | ----- | ------ |
| 1973/74 | Beitar Jerozolima | Izrael | Liga Leumit | 25    | 1      |
| 1974/75 | Beitar Jerozolima | Izrael | Liga Leumit | 26    | 2      |
| 1975/76 | Beitar Jerozolima | Izrael | Liga Leumit | 34    | 9      |
| 1976/77 | Beitar Jerozolima | Izrael | Liga Leumit | 28    | 15     |
| 1977/78 | Beitar Jerozolima | Izrael | Liga Leumit | 26    | 9      |
| 1978/79 | Beitar Jerozolima | Izrael | Liga Leumit | 27    | 14     |
| 1979/80 | Beitar Jerozolima | Izrael | Liga Leumit | 17    | 4      |
| 1980/81 | Beitar Jerozolima | Izrael | Liga Leumit | 14    | 5      |
| 1981/82 | Beitar Jerozolima | Izrael | Liga Leumit | 28    | 8      |
| 1982/83 | Beitar Jerozolima | Izrael | Liga Leumit | 28    | 7      |
| 1983/84 | Beitar Jerozolima | Izrael | Liga Leumit | 30    | 4      |
| 1984/85 | Beitar Jerozolima | Izrael | Liga Leumit | 23    | 8      |
| 1985/86 | Beitar Jerozolima | Izrael | Liga Leumit | 28    | 14     |
| 1986/87 | Beitar Jerozolima | Izrael | Liga Leumit | 28    | 15     |
| 1987/88 | Beitar Jerozolima | Izrael | Liga Leumit | 29    | 12     |
| 1988/89 | Beitar Jerozolima | Izrael | Liga Leumit | 32    | 13     |
| 1989/90 | Maccabi Tel Awiw  | Izrael | Liga Leumit | 28    | 16     |
| 1990/91 | Maccabi Tel Awiw  | Izrael | Liga Leumit | 10    | 3      |
| 1991/92 | Maccabi Tel Awiw  | Izrael | Liga Leumit | 13    | 4      |
| 1992/93 | Hapoel Beer Szewa | Izrael | Liga Leumit | 6     | 1      |
| 1992/93 | Hapoel Kefar Sawa | Izrael | Liga Arcit  | 3     | 0      |

## Kariera reprezentacyjna
W reprezentacji Izraela Malmilian zadebiutował 15 stycznia 1975 roku w wygranym 1:0 towarzyskim meczu ze Stanami Zjednoczonymi, rozegranym w Bet Sze’an. W swojej karierze grał w: eliminacjach do MŚ 1978, MŚ 1982 i MŚ 1986. Od 1975 do 1990 roku rozegrał w kadrze narodowej 62 mecze i strzelił w nich 16 goli.

## Kariera trenerska
Po zakończeniu kariery piłkarskiej Malmilian został trenerem. Prowadził takie kluby jak: Hapoel Jerozolima, Maccabi Netanja, Hakoah Ramat Gan, Hapoel Petach Tikwa, Hapoel Aszkelon i Beitar Jerozolima. W sezonie 1998/1999 wygrał z Maccabi Netanja rozgrywki drugiej ligi.